# Championnats du monde de lutte 1992
Les  Championnats du monde de lutte 1992 se sont tenus du 4 au 5 septembre 1992 à Villeurbanne ; seules les épreuves de lutte féminine se sont tenues.

## Femmes
| Épreuves | Or                    | Argent                  | Bronze                       |
| -------- | --------------------- | ----------------------- | ---------------------------- |
| 44 kg    | Pan Yanping (CHN)     | Shoko Yoshimura (JPN)   | Tatiana Karamtshakova (RUS)  |
| 47 kg    | Zhong Xiue (CHN)      | Tetey Alibekova (RUS)   | Miho Kamibayashi (JPN)       |
| 50 kg    | Tricia Saunders (USA) | Yoshiko Endo (JPN)      | Martine Poupon (FRA)         |
| 53 kg    | Wendy Izaguirre (VEN) | Akemi Kawasaki (JPN)    | Liudmila Popova (RUS)        |
| 57 kg    | Ryoko Sakamoto (JPN)  | Marine Roy (FRA)        | Line Johansen (NOR)          |
| 61 kg    | Ine Barlie (NOR)      | Kimie Hoshikawa (JPN)   | Kong Yan (CHN)               |
| 65 kg    | Wang Chaoli (CHN)     | Wu Huei-li (TPE)        | Elmira Kurbanova (RUS)       |
| 70 kg    | Xiomara Guevara (VEN) | Yayoi Urano (JPN)       | Chen Chin-ping (TPE)         |
| 75 kg    | Liu Dongfeng (CHN)    | Mitsuko Funakoshi (JPN) | Linda Johnsen-Holmeide (NOR) |